# Phyllanthus obdeltophyllus
Phyllanthus obdeltophyllus är en emblikaväxtart som beskrevs av Jacques Désiré Leandri. Phyllanthus obdeltophyllus ingår i släktet Phyllanthus och familjen emblikaväxter. Inga underarter finns listade i Catalogue of Life.